# 이상희 (공군 군인)
이상희(1968년 ~ 1991년 12월 13일)는 대한민국의 공군 군인이다. 경기도 광주군 돌마면 야탑리( 현재의 성남시 분당구 야탑동)에서 출생한 뒤 성남시에서 초중고등학교를 마치고 한국항공대학교를 졸업하여 공군 군인으로 임관하여 복무중, 광주직할시에서 조종 훈련을 하다가 교관의 공군기와 충돌하였다. 이상희 중위는 광주광역시의 1천여명이 거주하는 민가가 모여있는 도시농촌마을인 덕흥동 상공을 날고 있었다. 이상희 중위는 그냥 탈출을 할 경우 비행기가 민가에 추락할 확률이 크다는 것을 알고 탈출을 포기한 뒤 농지에 추락하도록 비행기를 몰아 농지에 추락해 순직하였다. 순직 후 대위로 추서되고 국립대전현충원 장교 제1묘역에 영면하였다. 사후 덕흥동 덕흥경로당 앞에는 이상희 공군대위 호민헌신 추모비가 세워졌으며 이상희 대위의 고향마을인 성남시 야탑동에는 상희공원이 조성되어있다.